# VOOV

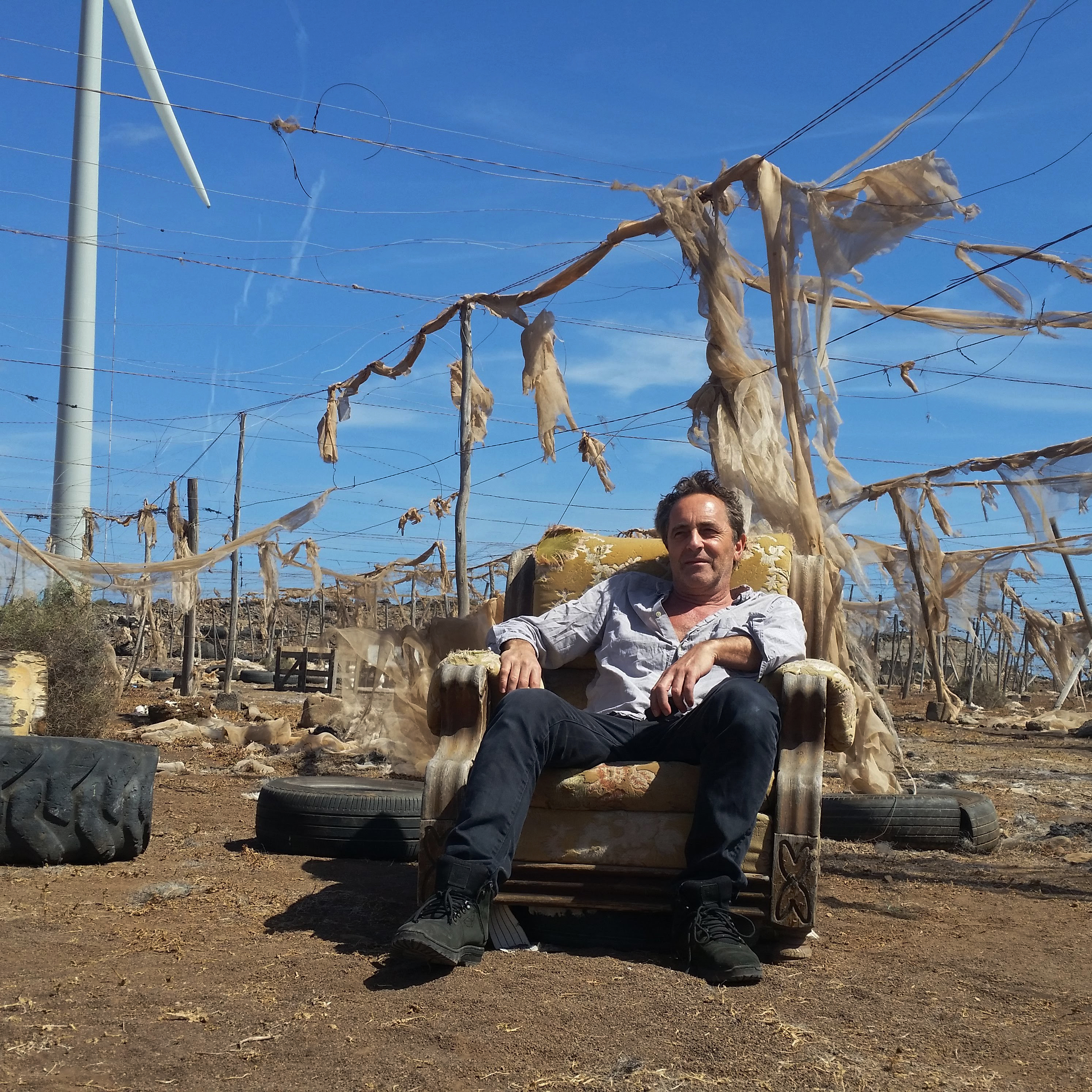
VOOV (2019)

VOOV (bürgerlich Christian Graupner, * 1957 in Rastatt) ist ein deutscher Komponist, Musiker, Musikproduzent und Medienkünstler. Seit 1980 produziert er Tonträger und avantgardistische Musik für die Bereiche Film und Fernsehen.

## Leben und Werk
Christian Graupner studierte Grafikdesign an der FHG Pforzheim und lernte u. a. bei Jürgen Brodwolf das Sehen und Zeichnen. Er arbeitet als bildender Künstler. Seit Anfang der 1980er-Jahre schuf er zudem Musik, Klang- und Video-Installationen in Berlin.
Auf der Suche nach einem markanten neuen Wort-Zeichen hat Christian Graupner den Phantasienamen VOOV entwickelt, zuerst als Name seines Musik-Duos mit dem damaligen Kollaborateur „Wüst“. Nach der Auflösung des Duos hat er „VOOV“ als Solo-Künstlername angenommen. Anfang der 1990er-Jahre erreichte der mit DJ Jonzon (Jon Stöckemann) aufgenommene Titel „B-USER“ Kult-Status und eine vielbesuchte Open-Air-Festival-Reihe wurde nach dem Künstler „VOOV-experience“ benannt, wovon VOOV erst im Nachhinein erfuhr. 1999 wurden sich die damaligen Festival-Veranstalter die Weigert / Ahrens GbR mit VOOV einig, den Namen zur eingeschränkten Nutzung zu lizenzieren. Mit Auflösung Weigert / Ahrens der GBR 2007 lief das Recht zur Namensnutzung aus. Die abermalige Umbenennung der mittlerweile kommerzialisierten Veranstaltung in VOOVfestival durch andere Organisatoren wurde erst im Jahr 2023 nach langem Rechtsstreit autorisiert.
In den frühen 1990er-Jahren komponierte VOOV mehrere Filmsoundtracks, wie zum Beispiel für N. Schillings Deutschfieber und das K.aF.ka-Fragment von Christian Frosch. Er arbeitete mit FM Einheit in verschiedenen Theatermusikproduktionen und komponierte zahlreiche TV-Jingles sowie den Soundtrack für N.v. Koslowskis preisgekröntes Hörspiel Der Absturz. 1991 co-produzierte er für die Rainbirds Two Faces. Als Co-Produzent und Toningenieur war er etwa auch für Paul van Dyk tätig, und er veröffentlichte etliche Singles, Remixe und Samplerbeiträge. 1999 war er am Alphaville-Boxset Dreamscapes beteiligt und spielte bei Burning Wheels. „Peace on Earth“ wurde um 1987 von VOOV, Eric Sooter (sOOt) und Hanns-Joachim Mennicken (RIP) geschrieben und von BOOOM operators (damals BOOM operators) aufgeführt und veröffentlicht. Das Werk wurde 1992 von Marian Gold gecovert und erschien 1999 auf dem Alphaville-CD-Boxset „Dreamscapes“.
Die Musik zu In Those Days wurde von VOOV komponiert. Der Text stammt von Marian Gold und enthält Zitate aus Paul Celans Todesfuge. Die Komposition geht zurück auf VOOV’s Titel „Langela Days“ (1992) DeutschFieber (Original Soundtrack). Die offizielle Version samt Remix wurde 2020 auf dem Label HUMATIC veröffentlicht.
Im Jahr 2000 war er Mitbegründer des unabhängigen Künstlerkollektivs HUMATIC, das bis heute komplexe und meist interaktive Medieninstallationen produziert. 2019 gründete er das gleichnamige Musik-Label HUMATIC.
Er ist Gastkünstler beim Zentrum für Kunst und Medien in Karlsruhe.

## Filmmusiken
- 1988: Titanica (mit Peter Braatz), Kurz-Dokumentarfilm[9] Uraufführung 1988 Duisburger Filmwoche[10]
- 1992: Deutschfieber[11]
- 1995: Nicht nur Wasser. (Ton), Kurzfilm, Regie Rotraut Pape[12]
- 1996: Die blinde Kuh (mit Andrew McKenzie und Joachim Luhrmann)[13]
- 2001: K.aF.ka – Fragment[14][15]

## Diskografie

### Alben
- 1992: Deutschfieber (Original Soundtrack) MFS
- 1999: Alphaville – Dreamscapes (u. a. Titel Peace on Earth)
- 2020: It’s Anything You Want It To Be, And It’s A Gas (Re-Release) (label: HUMATIC)
- 2020: Rain on Banana Leaves (label: HUMATIC)
- 2020: Wind at Bamboo Forest (label: HUMATIC)
- 2021: Music for Films & Real Life (label: HUMATIC)
- 2021: Intensive Care Unit (label: HUMATIC)

### Singles
- 2020: In Those Days (mit Marian Gold)
- 2019: BARNUM
- 2019: MINIT with U (mit sOOt)
- 2019: FORER
- 2019: Gas mmxx
- 2019: Uzar
- 2019: Naked Piano
- 1994: Extra Power & Enjoyment
- 1994: Grau1
- 1992: Boom Operators Featuring The Boom & Voov – LSA
- 1992: It’s Anything You Want It To Be, And It’s A Gas
- 1991: User

## Installationen / Performances
- 2019 Rotator 01 (mit Veruschka Bohn & Manfred Krüger)
- 2018 LDNA reflected (mit Veruschka Bohn)
- 2017 EuroVision
- 2016 The Box / MVVM (mit Moritz Mattern)
- 2015 NMN 100
- 2014 MNM Performance (mit Mieko Suzuki & Ming Poon)
- 2012 MNM Installation (mit Mieko Suzuki & Ming Poon)
- 2011 FeeedBack 5 (mit Alan Gleeson)
- 2010 MindBox (mit Roberto Zappala & Norbert Schnell) zu sehen u. a. im Experimental Media and Performing Arts Center, Kunsthalle Exnergasse und weiteren renommierten Museen und Ausstellungshallen in Italien, Japan und den USA.[16]
- 2008 Tactim (mit Gwendaline Bachini)

## Auszeichnungen
- 2ter Preis beim Guthman Musical Instrument Competition[16]